# Новосадовая (Бологовский район)
Новосадовая — деревня в Бологовском районе Тверской области. Входит в состав Кафтинского сельского поселения.

## История
В 1966 г. указом президиума ВС РСФСР деревня Свинкино переименована в Новосадовая.

## Население
| 2010 |
| ---- |
| 5    |